# L'Esprit de Mopti
Pour plus de détails, voir Fiche technique et Distribution.
L'Esprit de Mopti est un film réalisé en 1999.

## Synopsis
A la rencontre du désert et des savanes, à l'est du Mali, Mopti est une grande ville musulmane et un carrefour commercial sur le fleuve Niger. Chaque jeudi, des commerçants représentant diverses ethnies s'y donnent rendez- vous pour le marché. A Mopti, on parle toutes les langues du Mali et on pratique encore le troc selon une tradition ancienne. C'est cet "esprit de mopti", fait de tolérance, d'humour, de respect de l'autre, d'échange et de commerce que ce film décrit à travers 5 personnages représentatifs : un Dogon, un Bozo, un berger Peul, un éleveur Tamasheq et un intermédiaire, Bella, fils de la ville et charretier.

## Fiche technique
- Réalisation : Moussa Ouane
- Production : Dominant 7, RVP Sud
- Scénario : Moussa Ouane, Pascal Letellier
- Image : Jacques Besse
- Son : Bakari Sangare
- Montage : Carole Equer-Harmy
- Genre	: documentaire

## Récompenses
- Vues d’Afrique Montréal 2000
- FESPACO 2001
- Zanzibar 2001